# Sophie Kleinfeller-Pühn

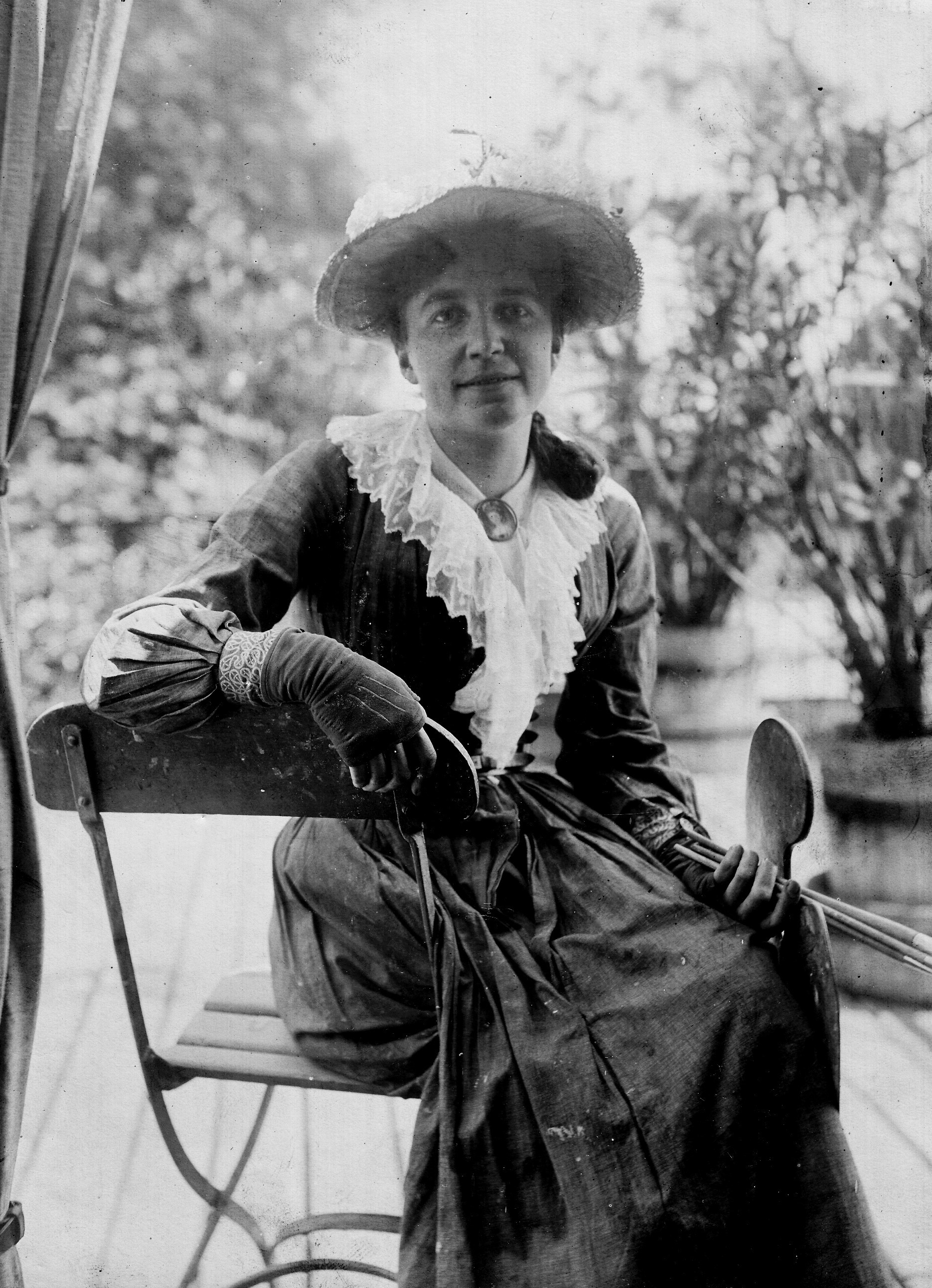
Sophie Kleinfeller-Pühn, um 1900

Sophie Kleinfeller-Pühn, auch Sophie von Pühn (* 7. Januar 1864 in Nürnberg; † 7. März 1931 in Kiel), war eine deutsche Genremalerin.

## Leben

### Familie
Sophie Kleinfeller-Pühn war die Tochter des Bankdirektors der Bayerischen Hypotheken- und Wechselbank und der Bayerischen Notenbank Theodor von Pühn und die Schwester von Ernst Pühn.
Sie heiratete 1896 den Rechtswissenschaftler Georg Kleinfeller und lebte mit ihm seit 1897 im Niemannsweg 101 in Kiel; ihr gemeinsamer Sohn war der Chemiker Hans Kleinfeller.

### Künstlerisches Wirken
Sophie Kleinfeller-Pühn studierte bei Adolf Hölzel an der Dachauer Malschule in der Künstlerkolonie Dachau. Beeindruckt von der Internationalen Kunstausstellung 1888 in München, an der viele bedeutende französische Maler beteiligt waren, wechselte sie 1890 zu Gustave Courtois nach Paris.
Mit großem Erfolg stellte sie 1890 im Salon de Mars in Paris das 1889 entstandene, heute in der Kunsthalle zu Kiel befindliche Bildnis ihrer Mutter Frau von Pühn aus.
Von 1892 bis 1895 setzte sie ihr Studium bei Fritz von Uhde in München fort; in dieser Zeit entstanden die Bilder Beim Tee, das 1892 auf der Münchner Glaspalastausstellung sehen war, Tee und das Genrebild Unter Brief und Siegel; Letzteres war 1893 auf der Münchner Secessionsausstellung, 1894 auf der Dresdner Akademieausstellung und 1896 auf der Internationalen Kunstausstellung in Berlin ausgestellt worden.
Außerdem wurden ihre Bilder auch auf der Internationalen Kunstausstellung Berliner Künstler 1891, auf der Wiener Internationalen Kunstausstellung 1894, auf den Großen Berliner Kunstausstellungen 1893, 1894 und 1896, auf der Antwerpener Weltausstellung 1894 und auf der Kunstausstellung 1894 in Hannover gezeigt.
Durch Krankheit war sie seit 1896 in ihrem künstlerischen Wirken nur noch eingeschränkt tätig.
In ihren letzten Lebensjahren fertigte sie auch Radierungen an.

## Werke (Auswahl)
- Frau von Pühn, Kunsthalle zu Kiel.
- Beim Tee, 1892.
- Tee. 1893.
- Unter Brief und Siegel, 1893.[4]

## Schriften
- Theodor von Pühn (Bankdirektor, † 1900). In: Fränkische Bibliographie, Band 1. 1919. S. 364–371.